# Maratus mungaich
A Maratus mungaich é uma aranha do gênero Maratus.

## Cor
As cores do macho dessa espécie é laranja, azul brilhante e também um pouco de preto. Nessa espécie tanto o macho tanto a fêmea medem 4 milímetros (diferente da espécie Maratus Volans )